# Portrait de madame M.
Portrait de madame M. est un tableau réalisé par le peintre français Henri Rousseau vers 1896. Cette huile sur toile naïve est le portrait d'une femme se tenant debout en robe sombre, une ombrelle à la main, dans un jardin où un petit chat joue avec une pelote. Elle est conservée au musée d'Orsay, à Paris